# Fabian Schmutzler
Fabian Schmutzler (Frankfurt am Main, 19 oktober 2005) is een Duits darter die uitkomt voor de PDC.

## Carrière
In december 2018 kreeg Schmutzler een elektronisch dartbord van zijn moeder als kerstcadeau. In februari 2019 begon hij actief met darten en won hij razendsnel zijn eerste nationale jeugdtoernooi. Schmutzler speelde in de DDV Bundesliga voor de ESV Blaugold Flörsheim en maakt ook deel uit van het nationale team. Na het bereiken van de vereiste leeftijd deed Schmutzler zijn eerste ervaringen op bij de Professional Darts Corporation in november 2021 tijdens de PDC Development Tour-toernooien in Niedernhausen.
Meteen bij zijn allereerste evenement speelde hij zich een weg naar de finale en kon daar alleen worden tegengehouden door Rusty-Jake Rodriguez, die hem met 3-5 in legs versloeg. In november won hij zijn eerste internationale toernooi tegen Marcel Gerdon met 5-2 in legs. De volgende dag herhaalde hij zijn succes door Adam Gawlas met 5-2 in legs te verslaan. Aangezien Rusty-Jake Rodriguez zich al kwalificeerde voor het PDC World Darts Championship 2022 via de PDC Pro Tour, kwalificeerde Schmutzler zich als de tweede gerangschikte speler in de European Development Tour Order of Merit, op slechts zestienjarige leeftijd voor zijn eerste World Darts Championship.
Op het PDC Wereldkampioenschap Jeugd 2021 eind november overleefde Schmutzler de groepsfase niet, waarin hij zijn beslissende wedstrijd tegen Keelan Kay verloor. In december maakte Schmutzler zijn PDC World Darts Championship-debuut tegen Ryan Meikle, maar slaagde er niet in een set te winnen en verloor. Hij was de jongste deelnemer van het WK.
Nadat hij voor het eerst de PDC Q-School had bijgewoond, maakte Schmutzler zijn European Tour-debuut op de International Darts Open 2022, waar hij verloor van Daryl Gurney met 2-6 in legs. Schmutzler was ook voor het eerst aanwezig op de UK Open 2022. Daar begon hij dit toernooi met een 6–5 overwinning tegen Kai Fan Leung en vierde zo zijn eerste overwinning op het televisiepodium. Hij versloeg ook Steve Clayson met 6-2 in legs. In de derde ronde verloor hij van Adrian Lewis met 0-6 in legs.

## Resultaten op Wereldkampioenschappen

### PDC
- 2022: Laatste 96 (verloren van Ryan Meikle met 0-3)